# Cirrochroa johannes
Cirrochroa johannes är en fjärilsart som beskrevs av Butler 1868. Cirrochroa johannes ingår i släktet Cirrochroa och familjen praktfjärilar. Inga underarter finns listade i Catalogue of Life.